# Alexander Jessenin-Wolpin
Alexander Sergejewitsch Jessenin-Wolpin [ɐlʲɪˈksandr sʲɪrˈɡʲejɪvʲɪt͡ɕ jɪˈsʲenʲɪn ˈvolʲpʲɪn] (russisch Александр Сергеевич Есенин-Вольпин, englisch Alexander Esenin-Volpin; * 12. Mai 1924 in Leningrad; † 16. März 2016 in Boston, Vereinigte Staaten) war ein sowjetisch-amerikanischer Mathematiker. In der Sowjetunion trat er auch als Dissident und Dichter hervor, was ihn für viele Jahre in politische Gefangenschaft brachte.

## Leben
Jessenin-Wolpin war ein uneheliches Kind des Dichters Sergei Jessenin und Nadeschda Wolpina, die ebenfalls als Dichterin tätig war. Nach der Schule studierte er Mathematik an der Lomonossow-Universität Moskau und schloss das Studium 1946 ab.
In diese Zeit fallen die ersten Veröffentlichungen seiner eigenen Gedichte. Diese Gedichte wurden als „anti-sowjetisch“ betrachtet und brachten ihm 1949 die erste Unterbringung in einer psychiatrischen Anstalt ein. Ein solches Vorgehen gegenüber Abweichlern war in der Sowjetunion üblich und hatte nichts mit einer tatsächlichen psychischen Erkrankung zu tun. 1950 wurde er abermals verhaftet und anschließend in die Oblast Karaganda verbannt. 1953, nach dem Tode Josef Stalins, wurde er amnestiert.
Jessenin-Wolpin begann damals, mathematische Grundlagenforschung zu betreiben. Besondere Interessensgebiete wurden der Intuitionismus und der Ultrafinitismus, dessen bekanntester Repräsentant er bis heute ist. Er arbeitete allerdings auch an klassischer Mathematik. So gelang es ihm, ein abzählbares Modell der Mengenlehre zu konstruieren und damit ein Beispiel für das Skolemsche Paradox zu geben.
Jessenin-Wolpin kämpfte weiter für die Menschenrechte. Eine seiner Ideen war es, die Menschenrechte zu verteidigen, indem man sich an den Buchstaben der Gesetze der Sowjetunion hielt, die dem Bürger auf dem Papier die Freiheit versprachen. Am 5. Dezember 1965 organisierte er eine Demonstration auf dem Puschkin-Platz in Moskau. Westliche Journalisten waren eingeladen, um sicherzustellen, dass über das Ereignis berichtet wurde. Auf Flugblättern betonte Jessenin-Wolpin, dass die Verhaftung der Dissidenten Andrei Sinjawski und Juli Daniel, die kurz davor stattfand, der Verfassung und dem Strafgesetzbuch der Sowjetunion widersprach. Die Demonstration wurde von Sicherheitskräften aufgelöst und die Demonstranten verhaftet.
Zur Unterstützung von Jessenin-Wolpin veröffentlichten 99 Mathematiker vor allem der Lomonossow-Universität, darunter Alexander Kronrod, 1967 einen offenen Brief. Das war bald darauf einer der Auslöser für eine rigorosere politische Aufsicht an der Lomonossow-Universität einschließlich der Aussiebung unerwünschter Studienanwärter insbesondere in der Mathematik, wozu in den 1970er und 1980er Jahren vor allem Juden gehörten.
Im Mai 1972 verließ Jessenin-Wolpin die Sowjetunion und emigrierte in die USA. Dort lehrte er an der Universität Boston Mathematik.
Er schrieb die Beiträge über den Stand des 1. und 2. Hilbert-Problems in dem von Pawel Alexandrow über diese herausgegebenen Sammelband.